# عثمان بن صالح الصوينع
د.عثمان بن صالح الصوينع، قاص وصحفي وكاتب، وأحد أشهر الأدباء المعاصرين في المملكة العربية السعودية.

## الدراسة والعمل
- تلقى تعليمه الأولي في بلدته التي ولد فيها (المريدسية: إحدى الضواحي الغربية الواقعة غرب بريدة)، وقد تعلم على يد والده وعدد من المشايخ مثل: محمد الصالح المطوع.
- حصل على شهادة المعهد العلمي ببريدة عام 1382هـ/1963م.
- حصل على درجة البكالوريوس من كلية اللغة العربية في الرياض عام 1387/1388هـ
- حصل على درجة الماجستير في الأدب والنقد من جامعة الأزهر في القاهرة عام 1390هـ/1970م، وكان عنوان رسالته: (الوطنية والقومية في شعر شوقي).
- حصل على درجة الدكتوراه في الأدب والنقد من جامعة الأزهر في القاهرة عام 1403هـ/1983م.
- عمل مديرًا لشؤون الموظفين في وزارة المالية.
- عمل مديرًا عامًا مساعدًا للمقررات والقواعد في وزارة المالية.
- شارك في تحرير صحيفة القصيم، كما عمل مديرًا لمكتب صحيفة القصيم في بريدة.
- عمل مراقبًا متعاونًا للمواد في تلفزيون الرياض.
- نشر بعض المقالات في بعض الجرائد والمجلات.[1]

## نشاطه الثقافي والأدبي
كتب الصوينع في الأدب والنقد، والتاريخ، والتاريخ، وبعض القضايا الدينية والاجتماعية، وكتب جزء من سيرته الذاتية. أما في الأدب فقد كتب في فن القصة القصيرة، والرواية، ونظم الشعر الوطني، ومن أهم مؤلفاته:
- أوهام في الطريق (مجموعة قصصية)، الرياض، 1408هـ/1988م.
- المعاناة (مجموعة قصصية)، الرياض، 1408هـ/1988م.
- أحلام في الظلام (مجموعة قصصية).
- رحلة إلى بلاد الضباب (مجموعة قصصية).
- دموع ناسك (رواية).
- الكنز الذهبي (رواية).
- الانتقام (مجموعة قصصية).
- الأحلام في صراع مع الواقع (رواية)، 1429هـ/2008م.
- حركات التجديد في الشعر السعودي المعاصر، الرياض، 1408هـ.
- الرياض عاصمة الدولة السعودية، اليراض، 1420هـ/1999م.
- مع الملك الموحد في سيرة التوحيد والبناء.
- تقريب أحكام الحج.
- كبار رجال الدولة الذين ساهموا في البناء والتطوير.
- الأسماء المختارة للنذارة والبشارة
- الأثر الباقي من خطى الماضي (سيرة ذاتية).
- السيرة الذهبية (نصوص مختارة من السيرة النبوية.[2]